# Acianthera albopurpurea
Acianthera albopurpurea é uma espécie de orquídea nativa do Brasil .